# Tony Moran
Anthony Moran (New York, 2 december 1964) is een Amerikaanse dj en producer die vooral sterk staat aangeschreven om zijn remixen van pophits. Als producer en dj is hij nooit heel bekend geworden maar zijn remixen zijn te vinden op singles van artiesten als Gloria Estefan, Michael Jackson en Nelly Furtado en werkte hij met uiteenlopende hitartiesten samen.

## Biografie
De muzikale carrière van Tony Moran begint als deel van het electro/freestyle duo The Latin Rascals, dat hij vormt met Albert Cabrera. De twee zijn populair in de clubscene van New York debuteren met de single Lisa's Coming (1985) waar ze Lisa Lisa & Cult Jam samplen. Opvallend zijn ook Bach to the Future (1986) dat Toccata and Fugue in D Minor Johann Sebastian Bach bewerkt en Macho Mozart (1987) dat hetzelfde doet met Rondo Alla Turca van Mozart. Het duo maakt ook de albums Bach To The Future (1988) en When She Goes (1989). In de Verenigde Staten leverde het meerdere hits op. Op de achtergrond produceren en remixen ze ook tracks voor Laura Branigan en Pet Shop Boys. Ook zijn ze de producers achter Wipeout (1987), de bijzondere samenwerking tussen The Fat Boys en The Beach Boys. In 1990 gaat het duo uiteen.
Tony richt zich daarna op soloprojecten. Hij maakt de albums Same Sun, Same Sky (1991) en een titelloos album van zijn project Concept Of One. Op dit album maakt hij ook een nummer met Brenda K. Starr. Al lijkt de tijd van de electro/freestyle. In de vroege jaren negentig stapt Moran over op house. In 1991 werkte hij op zijn album al samen met Louie Vega. Wanneer hij een remix maakt van Everlasting Love (1994) van Gloria Estefan, is dat zijn doorbraak als remixer. Daarna volgen Whitney Houston, Céline Dion en Tina Arena. In 1997 volgt een hoogtepunt wanneer een remix van hem op Blood on the Dance Floor: HIStory in the Mix van Michael Jackson staat. Zijn Tony Moran's HIStory Lesson remix van HIStory wordt ook op single uitgebracht. Daarna zijn er remixen van hem te vinden op My Heart Will Go On van Céline Dion, Together Again van Janet Jackson en Fiesta (De Los Tamborileros) van The Sunclub, platen die op dat moment de hitlijsten domineren. Minder succesvol is de productie van het album From Now On (1997) van Robin S. Er volgen daarna nog remixen van Steps, Cher en Patti LaBelle. Ens producer is hij actief voor Gloria Estefan, Jon Secada en Mandy Moore.
Vanaf 2000 richt hij zich weer meer op het produceren van eigen singles. Grote hits levert dat niet op, maar wel heeft hij enkele markante samenwerkingen. Zo maakt hij in 2007 samen met Kristine W het nummer Walk Away. Ook werkt hij met dance-zangeressen Martha Wash en Ultra Naté. Daarna zoekt hij nog de samenwerking met Anastacia, Trey Lorenz, Taylor Dayne en Amy Grant. Hij maakte ook de radioversie van Unfaithful van Rihanna. Veel van zijn singles worden verzameld op Special Requests: Ultimate Anthems Volume One (2016).

## Discografie

### Albums
- Same Sun, Same Sky (1991)
- The Event (2007) (mixcompilatie)
- Unloaded: The Singles Vol 1 (2012) (compilatie)
- Sugarhouse Divas (2012) (compilatie)
- Special Requests: Ultimate Anthems Volume One (2016)

- Bibliothèque nationale de France: cb14014795b (data)
- Library of Congress Control Number: n92026703
- MusicBrainz: 22091103-3a80-4d80-b320-2a3ff018451c
- Virtual International Authority File: 51887171